# Protocol Independent Multicast
Protocol-Independent Multicast (PIM) è una famiglia di protocolli di rete di instradamento (routing) multicast per reti LAN, WAN o internet.
Usa le informazioni di instradamento fornite da altri protocolli di routing tradizionali come il Border Gateway Protocol (BGP). Il protocollo è chiamato protocollo-indipendente perché non dipende da nessun particolare protocollo unicast per la scoperta della topologia. Può essere usato per routing sia inter-domain che extra-domain.
Esistono 4 varianti di PIM:
- PIM Sparse Mode (modalità sparsa)
- PIM Dense Mode (modalità densa)
- PIM Bidirezionale
- PIM source-specific multicast (multicast con sorgente specifica)

PIM-SM è comunemente usato nei sistemi IPTV per flussi di instradamento multicast tra reti VLAN, sottoreti o LAN.